# San Marino
San Marino, Republika San Marino (wł. Repubblica di San Marino), również znana jako Najjaśniejsza Republika San Marino (wł. Serenissima Repubblica di San Marino) – państwo śródlądowe w Europie Południowej, stanowiące enklawę na obszarze Włoch. Jego stolicą jest miasto San Marino.

## Historia

### do XV wieku

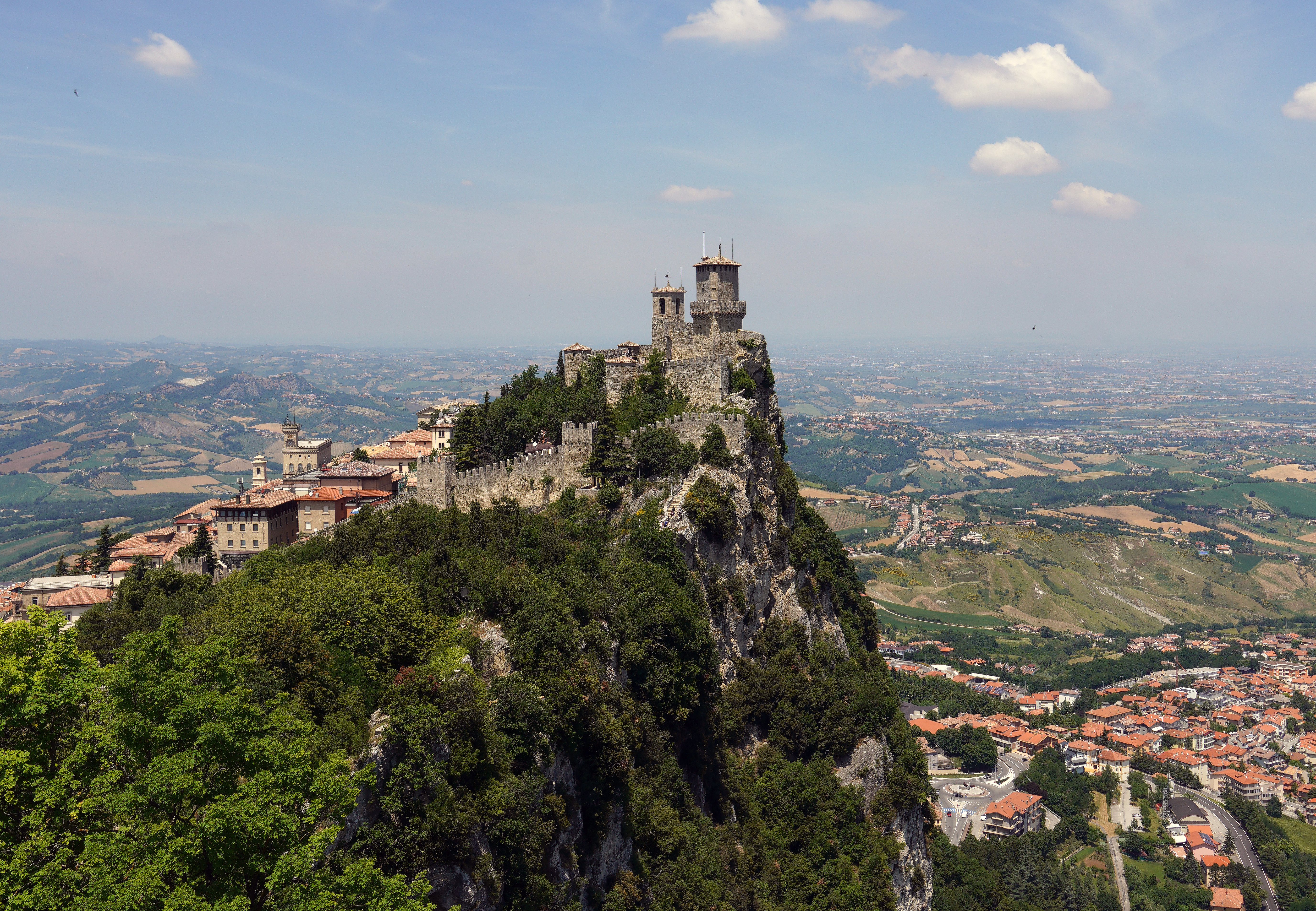
Najstarszą częścią San Marino jest jedna z trzech średniowiecznych wież na Monte Titano – Guaita.

Tradycyjnie za symboliczny początek współcześnie istniejącej państwowości uznawane jest założenie przez świętego Maryna w roku 301 n.e. wspólnoty religijnej na szczycie Monte Titano, gdzie wedle legend miał się on skryć przed ówczesnymi prześladowcami chrześcijan.
Pierwszym historycznym źródłem szerzej potwierdzającym funkcjonowanie miejscowości San Marino jest pochodzący z XI w. dokument o nazwie Placito Feretrano, będący kopią innego wcześniejszego pisma z 885 r., w którym opisano spór pobliskiego biskupa Rimini z opatem klasztoru na Monte Titano.
W końcu wieku IX, podobnie jak wiele innych miast w północnych Włoszech, San Marino uniezależniło się od lokalnych feudałów, stając się komuną miejską. Jako komuna posiadało własny samorząd o charakterze demokratycznym i republikańskim. Ustrój samorządu wzorowany był funkcjonującym w przeszłości w greckich miastach-państwach oraz w państwie rzymskim. W 1000 r. zwołano zgromadzenie obywateli, zwane Arengo, w którym uczestniczyła głowa każdej rodziny. Arengo przejęła wszystkie dotychczasowe uprawnienia pana feudalnego. W XIII w. za zgodą papieża pierwszy raz powołano Wielką Radę Generalną oraz dwóch konsulów (tytułowanych następnie jako Kapitanowie, a później Kapitanowie Regenci). Arengo z czasem nadal traciła na znaczeniu, głównie na rzecz Wielkiej Rady Generalnej, aż do roku 1600, gdy ustrojowo niemal całkowicie zanikła.
W 1291 r. San Marino zostało uznane za niepodległe przez Państwo Kościelne.

### XV–XIX wiek
Obszar San Marino składał się jedynie z Monte Titano do 1463 r., kiedy to republika przystąpiła do sojuszu z Państwem Kościelnym przeciwko Sigismondo Pandolfo Malatesta, panu Rimini, którego następnie pokonano. W rezultacie tych wydarzeń papież Pius II nadał San Marino miasta: Fiorentino, Montegiardino i Serravalle. Jeszcze tego samego roku miasto Faetano przyłączyło się do republiki z własnej woli. Od tego czasu terytorium San Marino pozostało niezmienione.
W 1503 r. Cesare Borgia, znany jako Valentino, okupował republikę do swojej śmierci, która nastąpiła kilka miesięcy później. 8 października 1600 r. San Marino przyjęło pisaną konstytucję. W roku 1739 minister hiszpański kardynał Giulio Alberoni okupował kraj. Obywatele odmówili płacenia podatków, potajemnie wysłano również do papieża Klemensa XII listy, aby dochodzić sprawiedliwości. Odpowiedzią było uznanie przez papieża praw San Marino, co przywróciło mu niepodległość. W 1797 r. Napoleon chciał powiększyć obszar Republiki San Marino, ale mieszkańcy nie zgodzili się na powiększenie terytorium. W tym roku Francja uznała niepodległość San Marino. Pozostałe państwa europejskie uczyniły to w 1815 r. na kongresie wiedeńskim.
San Marino jako jedno z nielicznych państw włoskich nie stało się częścią Włoch w wyniku jednoczenia tego kraju w II połowie wieku XIX. Udzielało jednak pomocy zwolennikom zjednoczenia, w tym samemu Giuseppe Garibaldiemu.

### XX wiek
Ostatnia okupacja miała miejsce w 1944 r. San Marino podczas II wojny światowej było oficjalnie neutralne, jednak gdy siły niemieckie wykorzystały państwo do przejścia wojsk, siły aliantów podążyły za nimi. Wojska alianckie okupowały San Marino tylko kilka tygodni, tak długo, jak to było konieczne militarnie. Wielu mieszkańców republiki zasiliło szeregi włoskiej partyzantki antyfaszystowskiej. W wyniku działań wojennych we Włoszech miasto stało się ofiarą bombardowań brytyjskich, które przyniosły szkody oceniane na trzy miliardy lirów, a także setkę ofiar. W kraju powszechne były głód oraz choroby, w tym gruźlica i dur brzuszny.
Po zakończeniu II wojny światowej władzę w wyniku wyborów parlamentarnych objęła sanmaryńska lewica z socjalistami i komunistami na czele. Koalicji udało się utworzyć system opieki socjalnej, zlikwidować epidemie chorób, uczynić San Marino krajem z najgęstszą na całym globie siecią dróg i założyć dwadzieścia kilometrów kanalizacji. Lewicowy rząd na początku lat 50. wdał się w utarczki graniczne z rządzonymi przez centroprawicę Włochami, które chciały w ten sposób zmniejszyć potencjał gospodarczy kraju, płynący z turystyki. Gdy 30 września 1957 r. na stronę opozycji antyrządowej przeszło pięciu deputowanych partii socjalistycznej (co doprowadziło do zrównania w Wielkiej Radzie sił opozycji i rządu do 30 na 30), w miejscowości Rovreta przy samej granicy z Włochami chadecy powołali rząd rewolucyjny, który zyskał uznanie konsula Stanów Zjednoczonych. Mimo braku poparcia międzynarodowego dla nowego rządu, do San Marino wkroczyły wojska włoskie, składające się z oddziałów regularnej armii i żandarmerii. Rząd postawił w odpowiedzi w stan gotowości korpus żandarmerii i sformował uzbrojoną w dubeltówki milicję ludową. Rząd San Marino ustąpił na skutek głodu, który nastąpił w wyniku blokady kraju. Na skutek interwencji włoskiego wojska w kraju z administracji zwolniono wszystkich zwolenników rządu, a 29 deputowanych utraciło mandaty. Kilku z nich trafiło do więzienia. 27 działaczy (w tym kapitanowie regenci) trafiło pod sąd z zarzutami zdrady stanu. Pucz doprowadził do kryzysu gospodarczego, a tymczasowy rząd chadecki zakazał manifestacji i zebrań politycznych. Aby uniemożliwić lewicy wygranie w wyborach, rząd ten zreformował prawo wyborcze, w rezultacie wybory w 1959 roku wygrali chadecy.
San Marino wstąpiło do Rady Europy w 1988 i przewodniczyło tej organizacji w pierwszej połowie roku 1990.
25 lutego 1992 roku na podstawie Rezolucji Rady Bezpieczeństwa ONZ nr 744 San Marino zostało członkiem Organizacji Narodów Zjednoczonych.

### XXI wiek
W 2002 r. San Marino na mocy porozumienia z Unią Europejską przyjęło walutę euro, zastępując używany dotychczas na mocy porozumienia z Włochami lir włoski.

## Ustrój polityczny

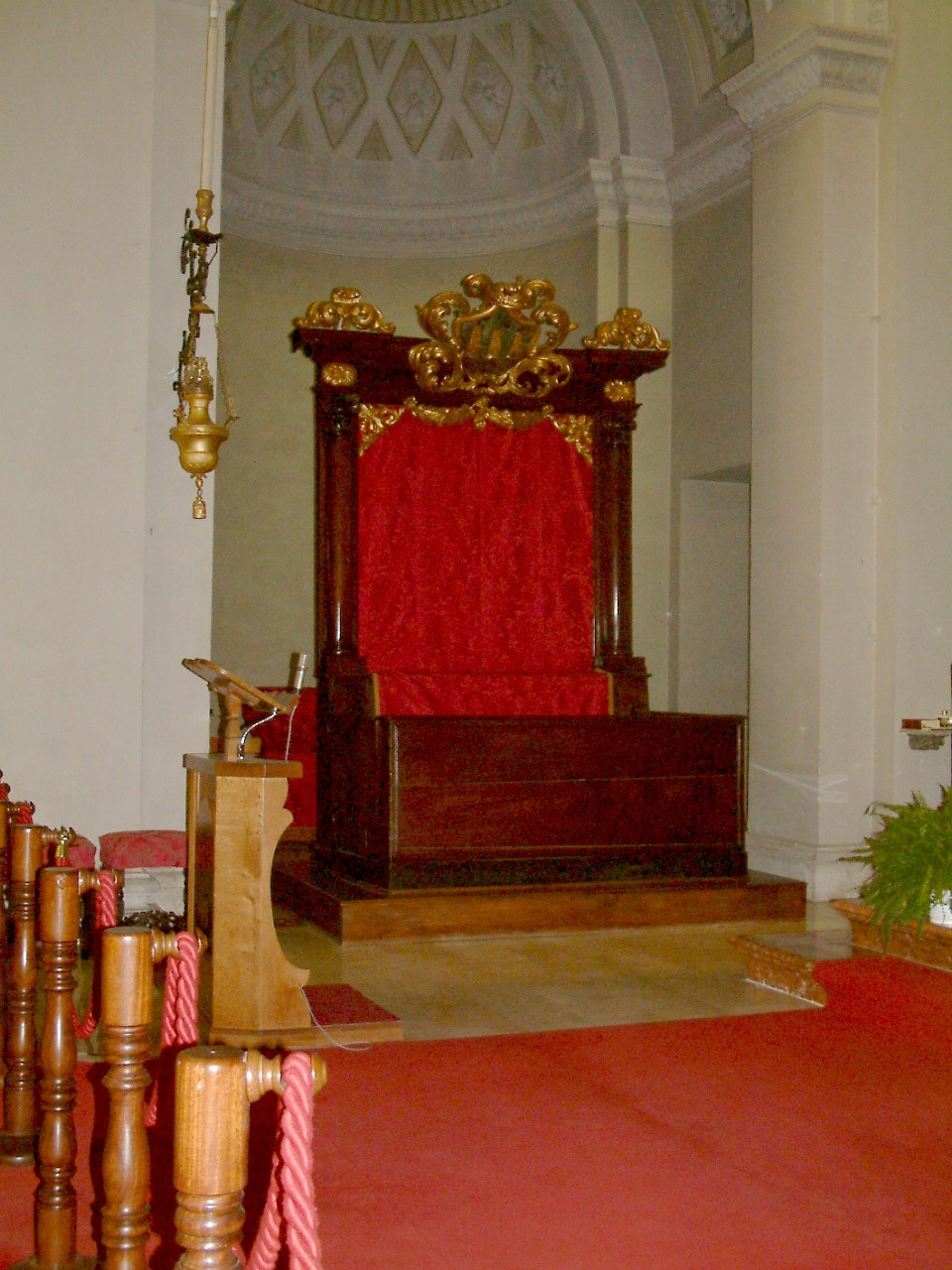
Podwójny tron Kapitanów-Regentów

Władzę ustawodawczą w kraju sprawuje wybierana w wyborach powszechnych Wielka Rada Generalna złożona z 60 członków. Jej kadencja trwa 5 lat. Wielka Rada Generalna co 6 miesięcy mianuje pełniących rolę głowy państwa dwóch kapitanów regentów. Wybiera także Radę Dwunastu, która jest organem sprawiedliwości i zarazem sądem III instancji.
Władza wykonawcza jest w rękach Kongresu Stanu złożonego z 10 sekretarzy (ministrów) i Rad Zamków zajmujących się poszczególnymi dziedzinami gospodarki.
Partie polityczne w San Marino:
- Postępowa Demokratyczna Partia San Marino
- Chrześcijańsko-Demokratyczna Partia San Marino
- Socjalistyczna Partia San Marino

## Geografia
San Marino to jedno z najmniejszych państw Europy, mniejsze są tylko Monako i Watykan. San Marino stanowi enklawę na terytorium Włoch. Linia graniczna z włoskimi regionami Emilia-Romania i Marche liczy 39 km długości. Oprócz Watykanu jest to jedyne państwo w Europie stanowiące enklawę.
Położone jest w górzystym terenie wchodzącym w skład pasma Apeninów. Najwyższy szczyt Monte Titano osiąga wysokość 749 m n.p.m.
Klimat San Marino jest wilgotny subtropikalny, z ciepłym latem i łagodną zimą.
Przez San Marino płyną dwie rzeki: San Marino i Marano. Rzeka San Marino jest dopływem rzeki Marecchia, a rzeka Marano ma ujście do Morza Adriatyckiego.

## Demografia
Nie ma znaczącej różnicy między danymi demograficznymi dotyczącymi ludności San Marino i Włoch. Państwo zamieszkuje około 29 tys. osób, w tym 1000 obcokrajowców, w większości Włochów. Około 5000 obywateli San Marino żyje poza jego granicami, przede wszystkim we Włoszech. Obowiązującym językiem jest włoski. Stosuje się jedną z jego odmian – język emilijski. Głównym wyznaniem w San Marino jest katolicyzm.
| Szczegółowe dane demograficzne (2005) | Szczegółowe dane demograficzne (2005) |
| ------------------------------------- | ------------------------------------- |
| Liczba ludności                       | 28 880                                |
| Ludność według wieku (%)              |                                       |
| 0–14 lat                              | 16,7                                  |
| 15–64 lat                             | 66,5                                  |
| ponad 64 lata                         | 16,9                                  |
| Wiek (mediana)                        |                                       |
| W całej populacji                     | 40,29 lat                             |
| Mężczyzn                              | 39,91 lat                             |
| Kobiet                                | 40,65 lat                             |
| Przyrost naturalny                    | 1,3%                                  |
| Współczynnik urodzeń                  | 10,81 urodzeń/1000 mieszkańców        |
| Współczynnik zgonów                   | 8,07 zgonów/1000 mieszkańców          |
| Współczynnik migracji                 | 10,84 migrantów/1000 mieszkańców      |
| Ludność według płci                   |                                       |
| przy narodzeniu                       | 1,09 mężczyzn/kobiet                  |
| poniżej 15 lat                        | 1,07 mężczyzn/kobiet                  |
| 15–64 lat                             | 0,93 mężczyzn/kobiet                  |
| powyżej 64 lat                        | 0,76 mężczyzn/kobiet                  |
| Umieralność noworodków                |                                       |
| W całej populacji                     | 5,73 śmiertelnych/1000 żywych         |
| płci męskiej                          | 6,16 śmiertelnych/1000 żywych         |
| płci żeńskiej                         | 5,26 śmiertelnych/1000 żywych         |
| Oczekiwana długość życia              |                                       |
| W całej populacji                     | 81,62 lat                             |
| Mężczyzn                              | 78,13 lat                             |
| Kobiet                                | 85,43 lat                             |
| Rozrodczość                           | 1,33 urodzin/kobietę                  |

Więzienie w San Marino ma sześć cel (wł. sei celle), dlatego nazywane jest Seszelami. W San Marino nie ma oficjalnie rejestrowanej przestępczości, więzienie pozostaje puste.

## Religia
Udział poszczególnych wyznań w populacji San Marino (według Pew Research Center w 2010):
- Chrześcijaństwo katolickie: 90,5%

- Bezwyznaniowość: 7,2%
- Inne religie: 0,9%
- Świadkowie Jehowy: 0,8%

- Chrześcijaństwo protestanckie: 0,3%
- Judaizm: 0,3%

## Gospodarka

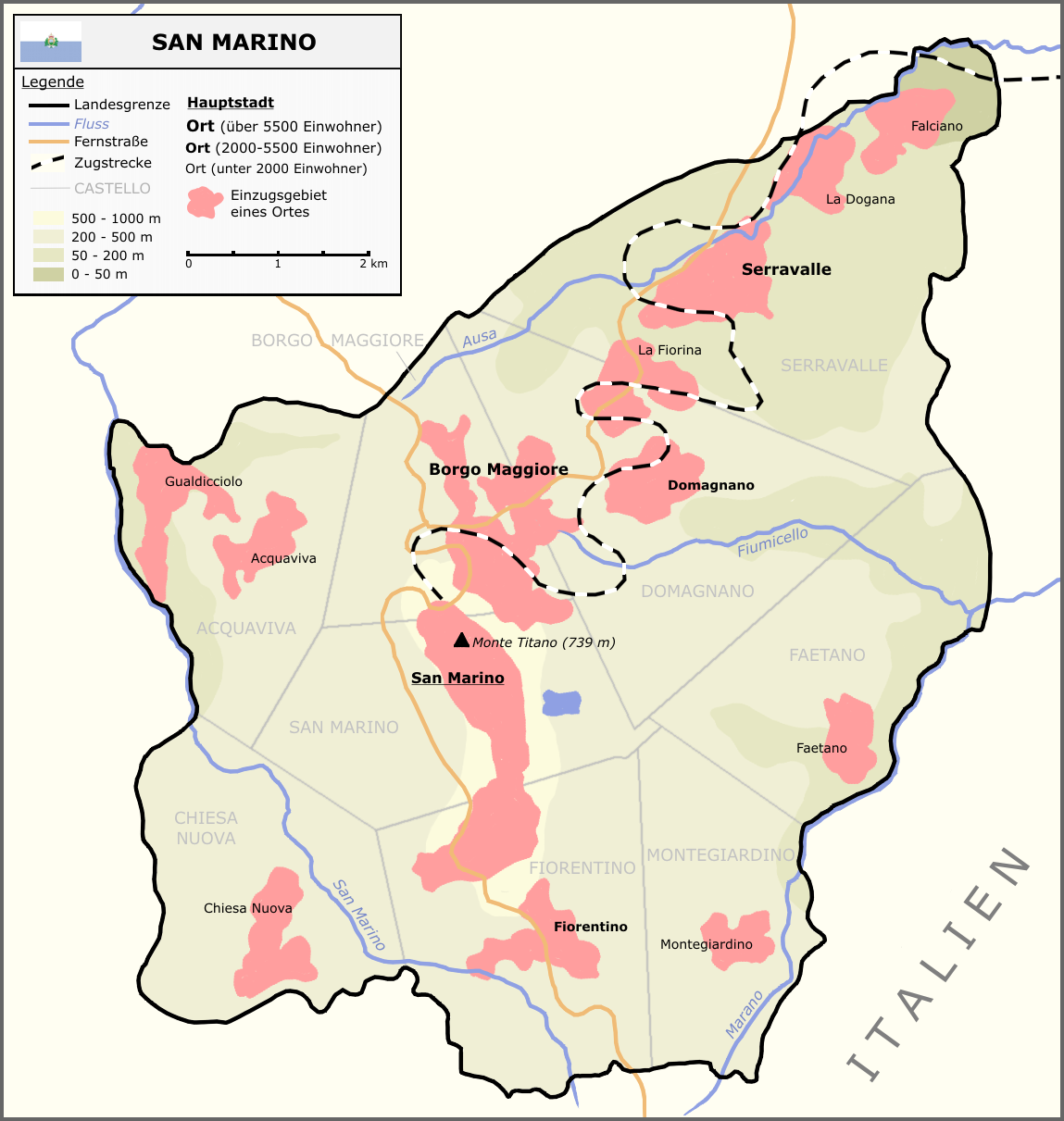
Mapa nieistniejącej linii kolejowej Rimini–San Marino z zaznaczonymi miastami

Wskaźnik PKB per capita i standard życia są zbliżone do tych we Włoszech. Pierwszy wskaźnik wyniósł 32 000 USD w roku 2000, z czego ponad połowa pochodziła z turystyki. San Marino utrzymuje najniższy w Europie wskaźnik bezrobocia (2,6% w 2001), a budżet państwa corocznie notuje nadwyżki. Nie istnieje dług publiczny. Podatki dochodowe są znacznie niższe niż we Włoszech, więc zasady nadawania obywatelstwa są niezwykle restrykcyjne.
Na podstawie umów z Włochami, San Marino posiadało prawo emitowania i wykorzystywania jednostki monetarnej tego kraju – lira oraz produkcji równowartościowego lira sanmaryńskiego. Po utworzeniu strefy euro w 2002, Rada Unii Europejskiej zawarła podobną umowę w odniesieniu do nowej waluty. Dostępne w niewielkiej ilości monety euro z San Marino mają sporą wartość kolekcjonerską spowodowaną niskimi nakładami.
San Marino leży w Apeninach Północnych. Dominują gleby wulkaniczne, które dobrze nadają się do uprawy winorośli, co w połączeniu z odpowiednim klimatem powoduje, iż uprawy te są wysoko rozwinięte.
Ze względu na górzyste położenie San Marino istnieją tam korzystne warunki do rozwoju turystyki. Oprócz walorów naturalnych, turystyka w San Marino rozwija się też dzięki licznym zabytkom. Kolejnymi atrakcjami są muzea: Filatelistyczno-Numizmatyczne oraz Malarstwa. Istotną rolę spełnia również folklor, szczególnie podczas świąt i rocznic.

## Atrakcje turystyczne

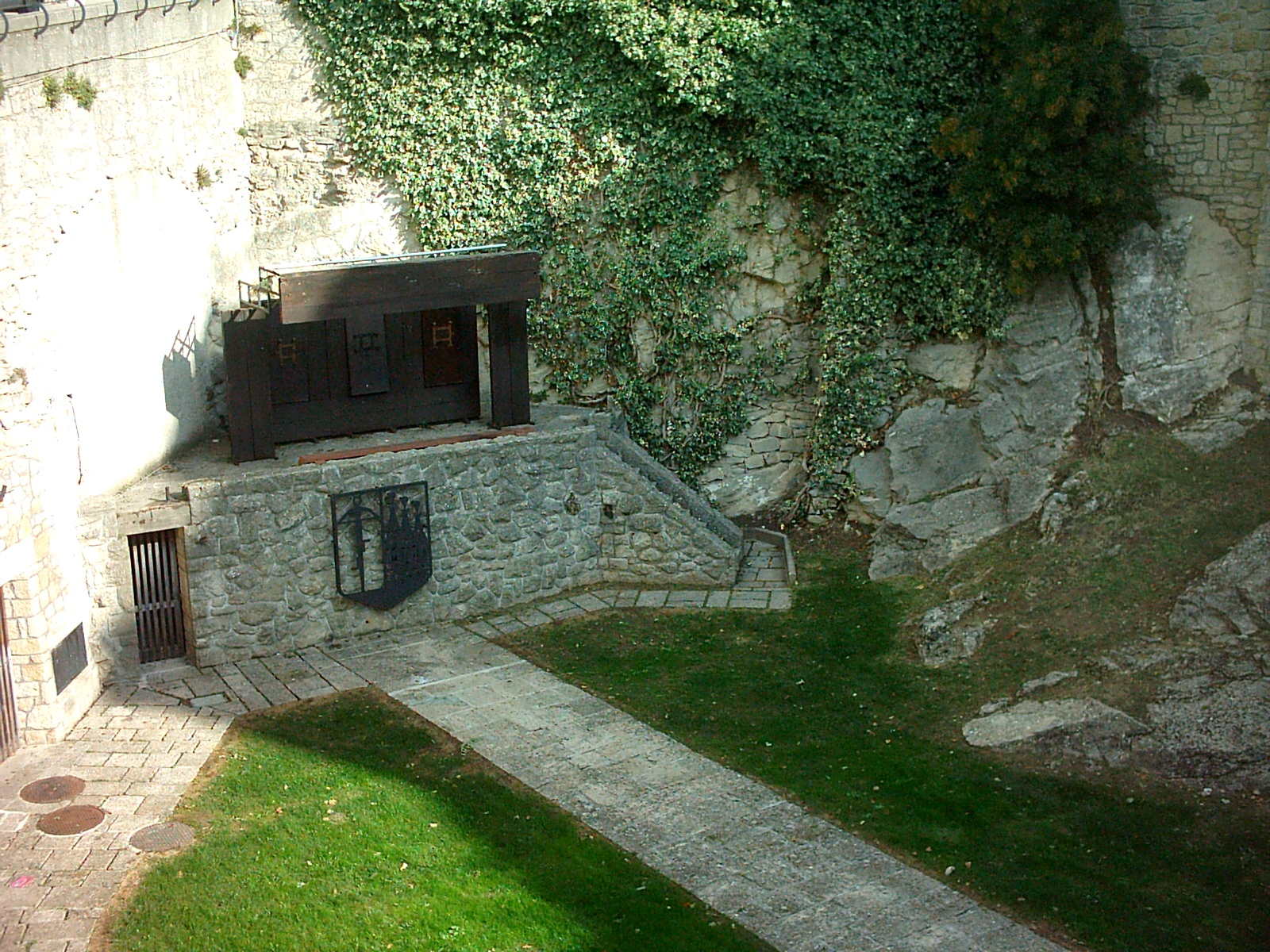
Strzelnica kuszników

W mieście San Marino zachowały się średniowieczne domy, place i fortyfikacje. Gród otaczały mury obronne z licznymi bramami i basztami. Powyżej grodu, na trzech wierzchołkach góry Titano, zbudowano obronne zamki połączone murami.
Największą z fortyfikacji jest twierdza La Rocca o Guaita. Została zbudowana w XI w. Swój obecny kształt uzyskała po przebudowach z XV w. Nad twierdzą góruje wieża o planie wydłużonego pięcioboku, która została zbudowana bezpośrednio na skale (bez fundamentów). Oprócz zachowanej w dobrym stanie wieży i murów obronnych, tuż przy bramie wejściowej znajduje się niewielka kapliczka. Z wieży widoczne są pięcioboczne wieże dwóch pozostałych fortyfikacji, które zbudowano w XIII w.: La Cesta o Fratta oraz Montale. W środkowej – La Cesta o Fratta – mieści się Muzeum Starej Broni.
Katedra poświęcona pamięci św. Maryna została zaprojektowana przez Antonio Serrę, bolońskiego architekta w 1826. Stanęła w 1855 w miejscu jednego z pierwszych kościołów zbudowanych w okresie przedromańskim. Jest to trójnawowa bazylika w stylu klasycystycznym z fasadą ozdobioną kolumnami w porządku korynckim. We wnętrzu katedry, po lewej stronie, w niszy w pobliżu prezbiterium stoi podwójny fotel kapitanów regentów. Po prawej stronie w srebrnej urnie znajdują się prochy św. Maryna.
Stojąc na placu przed katedrą, w głębi po jej prawej stronie można zobaczyć masywną sylwetkę romańskiej dzwonnicy pochodzącej z 600 r. Obok niej znajduje się niewielki XVI-wieczny kościół pw. św. Piotra, przebudowany ok. 1826. W apsydzie kościoła znajdują się dwa wgłębienia. Zgodnie z tradycyjnym przekazem jest to miejsce, w którym sypiali św. Maryn i św. Leon.
Przy Piazza della Libertà mieści się ratusz Palazzo Pubblico, siedziba rządu republiki. Ratusz został zbudowany w stylu gotyckim pod koniec XIV w. w miejscu wcześniejszego Domus Comunis Magna (Wielki Dom Rajców). W latach późniejszych był wielokrotnie przebudowywany i naprawiany. Pod koniec XIX w. został odtworzony najprawdopodobniej zgodnie ze swoim pierwotnym wyglądem według projektu rzymskiego architekta Francesco Azzurri. Wejście do budynku umieszczone jest w podcieniach zamkniętych trójprzęsłową arkadą. Wewnątrz znajdują się 60-osobowa Wielka Sala Rad, Sala Zgromadzeń i Sala Głosowań.
Fasada ratusza ozdobiona jest herbami dziewięciu Zamków wchodzących w skład republiki. Nad środkowym łukiem arkady znajduje się kartusz z herbem republiki. Na wysokości półpiętra, w prawym narożniku budynku, umieszczona jest brązowa statuetka przedstawiająca św. Maryna. Nad ratuszem góruje z lewej strony wieża zegarowa. Nad tarczą zegara umieszczono mozaikę przedstawiającą postacie: św. Maryna, św. Leona i św. Agaty. Wieża i korpus ratusza zwieńczone są blankami.
Pod powierzchnią placu znajduje się średniowieczny kompleks cystern gromadzących wodę deszczową dla potrzeb miasta. Pomnik na placu to Statua Wolności.
San Marino znane było ze swoich kuszników. Co roku odbywa się w mieście festiwal Dni Średniowiecza „Medieval Days”, podczas którego rozgrywany jest turniej kuszniczy. Obchodom towarzyszy wiele imprez m.in. festiwal muzyki średniowiecznej, liczne parady, w których uczestnicy przebrani w historyczne stroje niosą sztandary. Towarzyszą im pokazy akrobatów i kuglarzy.

## Sport
Reprezentanci San Marino podczas XXXII Letnich Igrzysk Olimpijskich 2020, które odbywały się w stolicy Japonii – Tokio w dniach 23 lipca – 8 sierpnia 2021, zdobyli 3 medale: brązowy w trapie kobiet, srebrny w trapie drużyn mieszanych oraz brązowy w zapasach mężczyzn. Są to historyczne, pierwsze medale olimpijskie dla San Marino, zdobyte w całej historii igrzysk olimpijskich. Tym samym San Marino stało się najmniej zaludnionym państwem, które kiedykolwiek odniosło taki sukces w historii igrzysk.

## Galeria

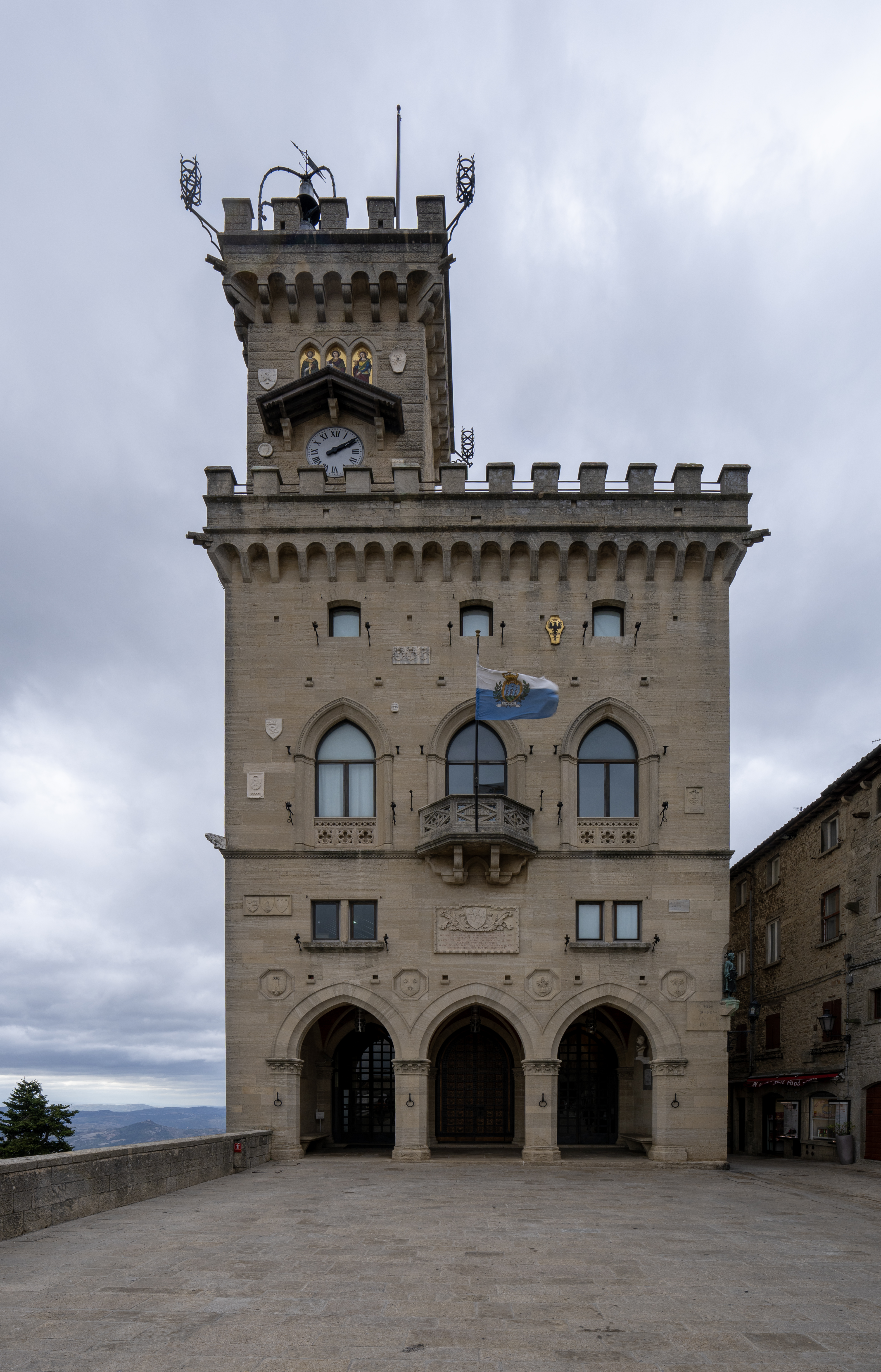
Ratusz
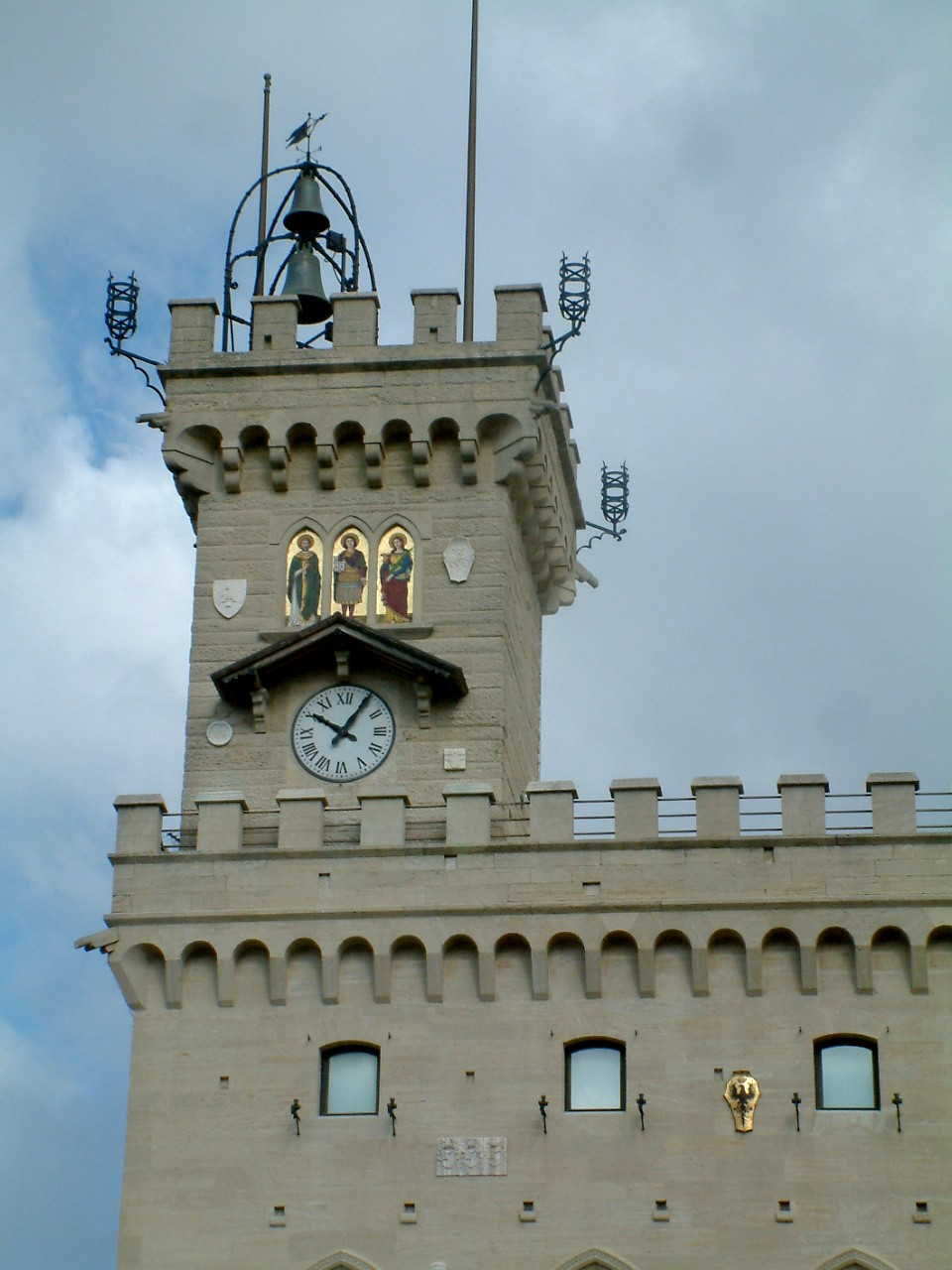
Św. Agata, św. Marino i św. Leo na wieży ratusza
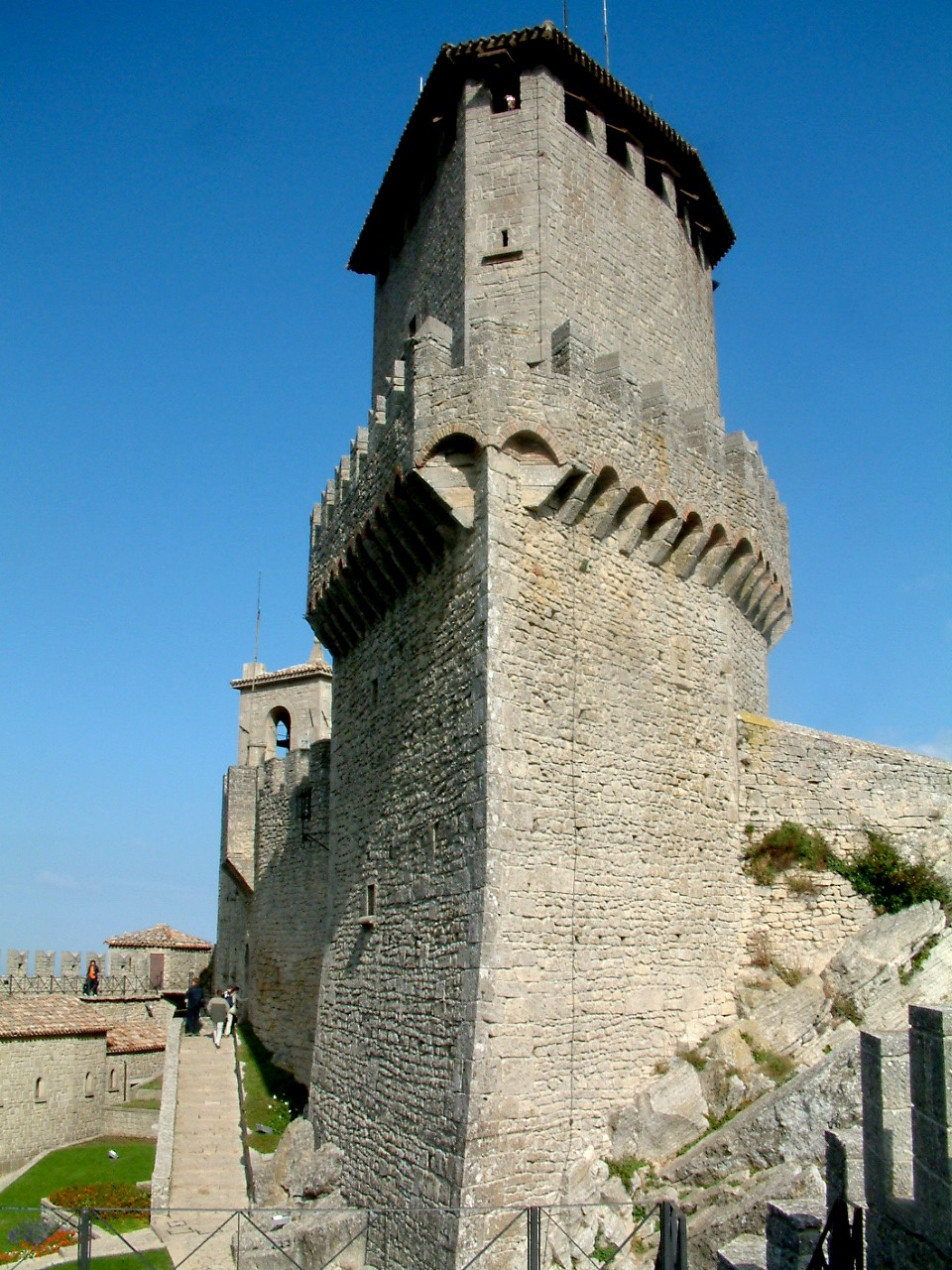
Wieża zamku La Rocca o Guaita
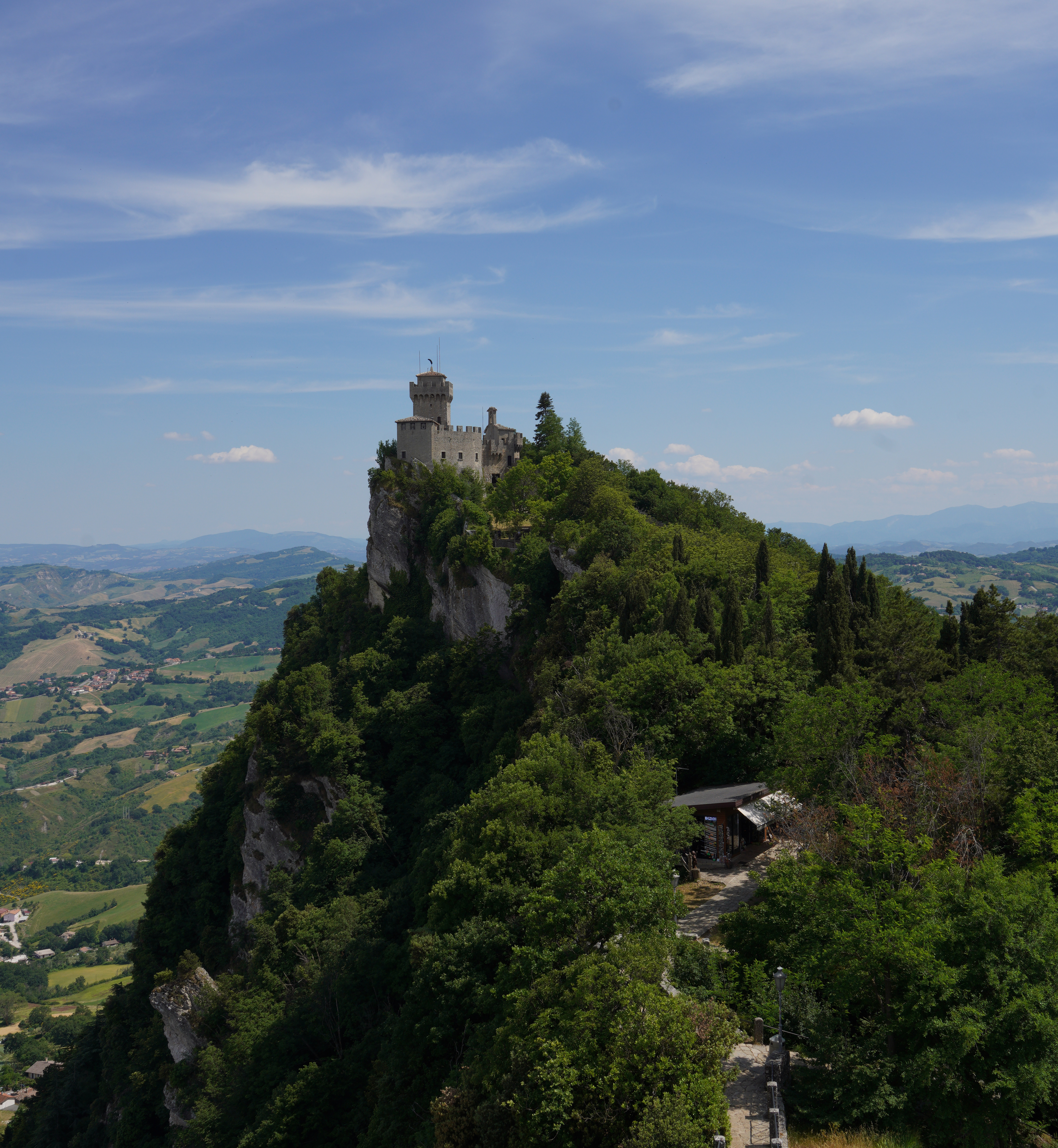
Widok z wieży La Rocca o Guaita na La Cesta o Fratta
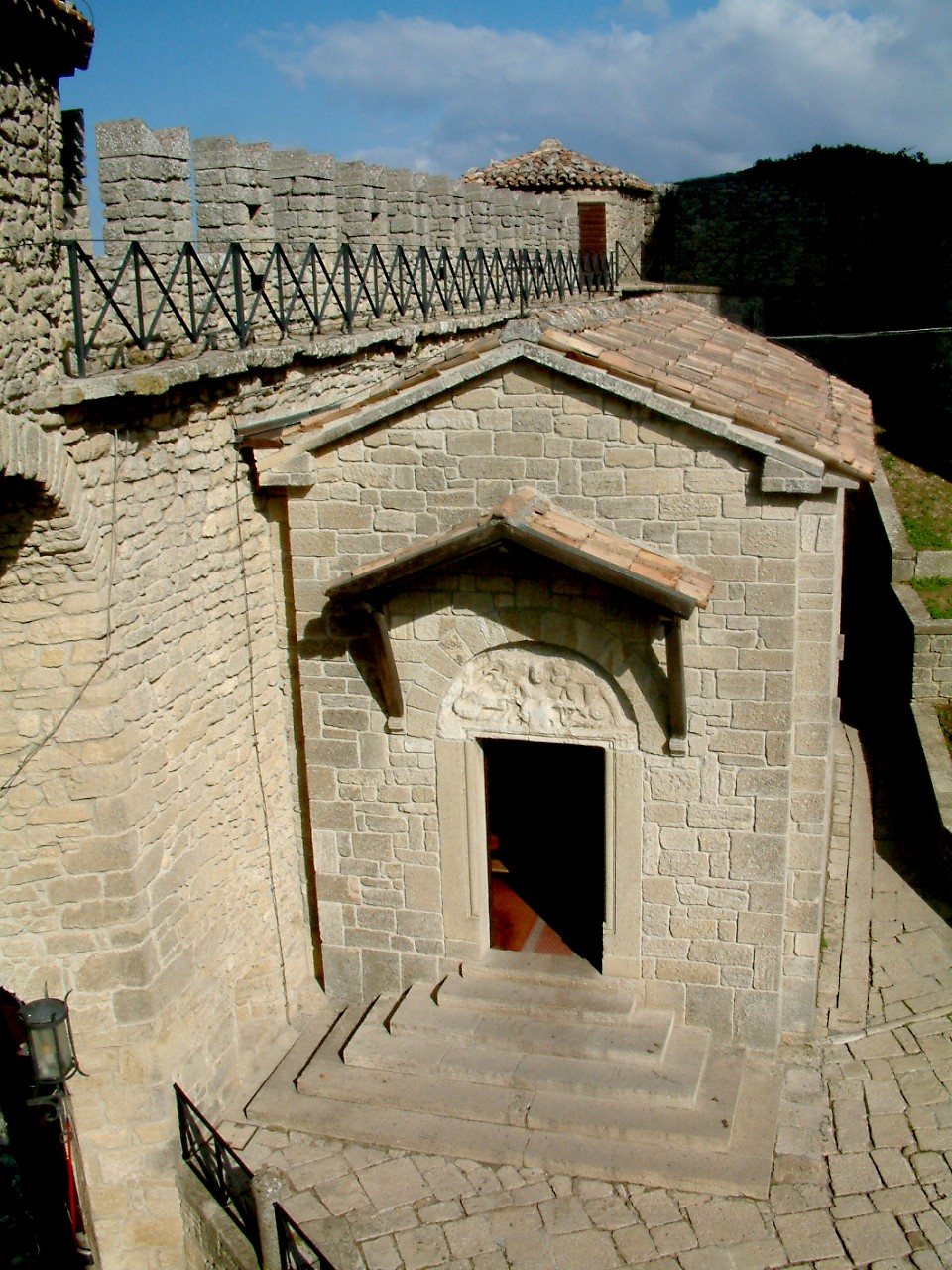
Kapliczka na zamku La Rocca o Guaita
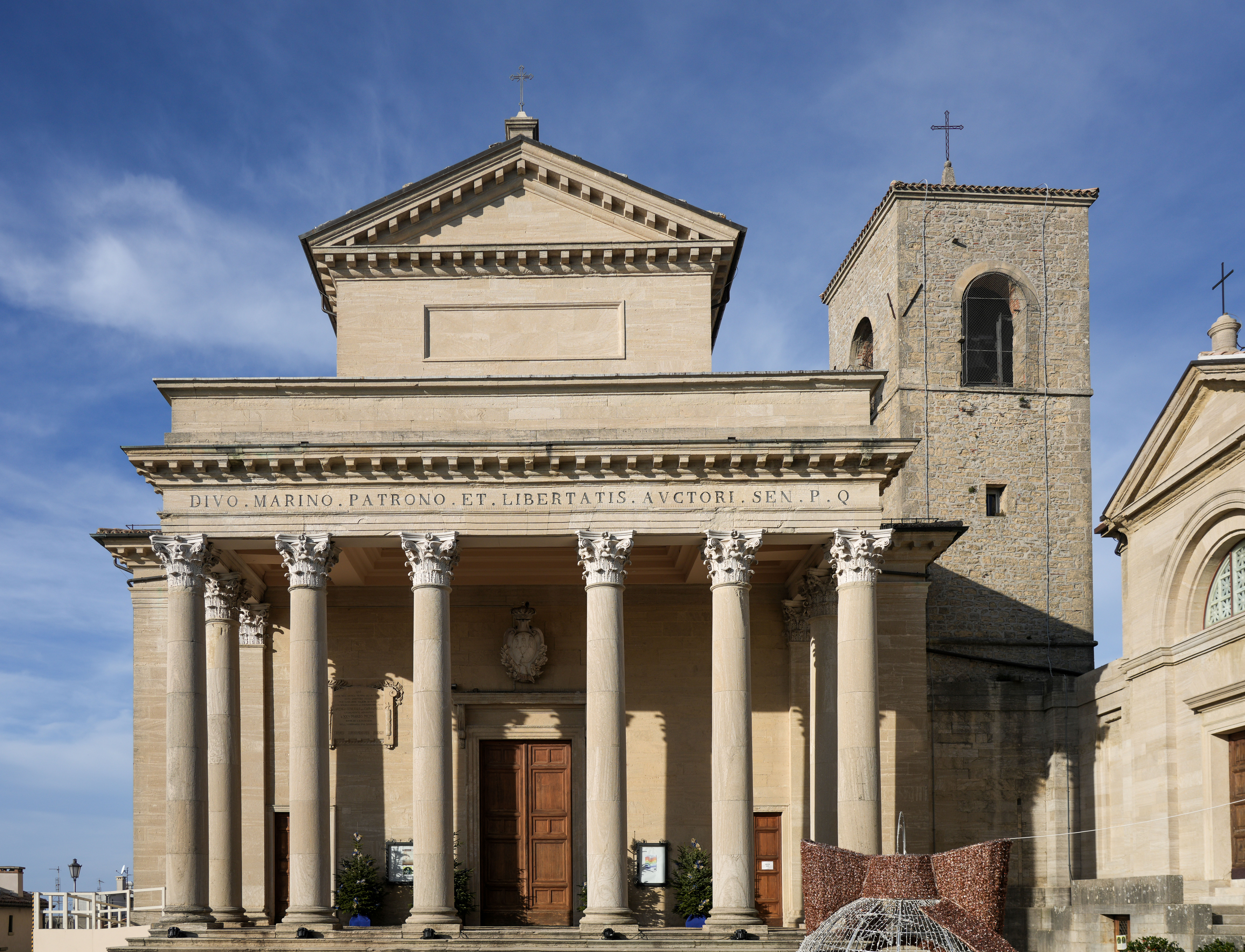
Katedra pod wezwaniem św. Marino i wieża dzwonnicy
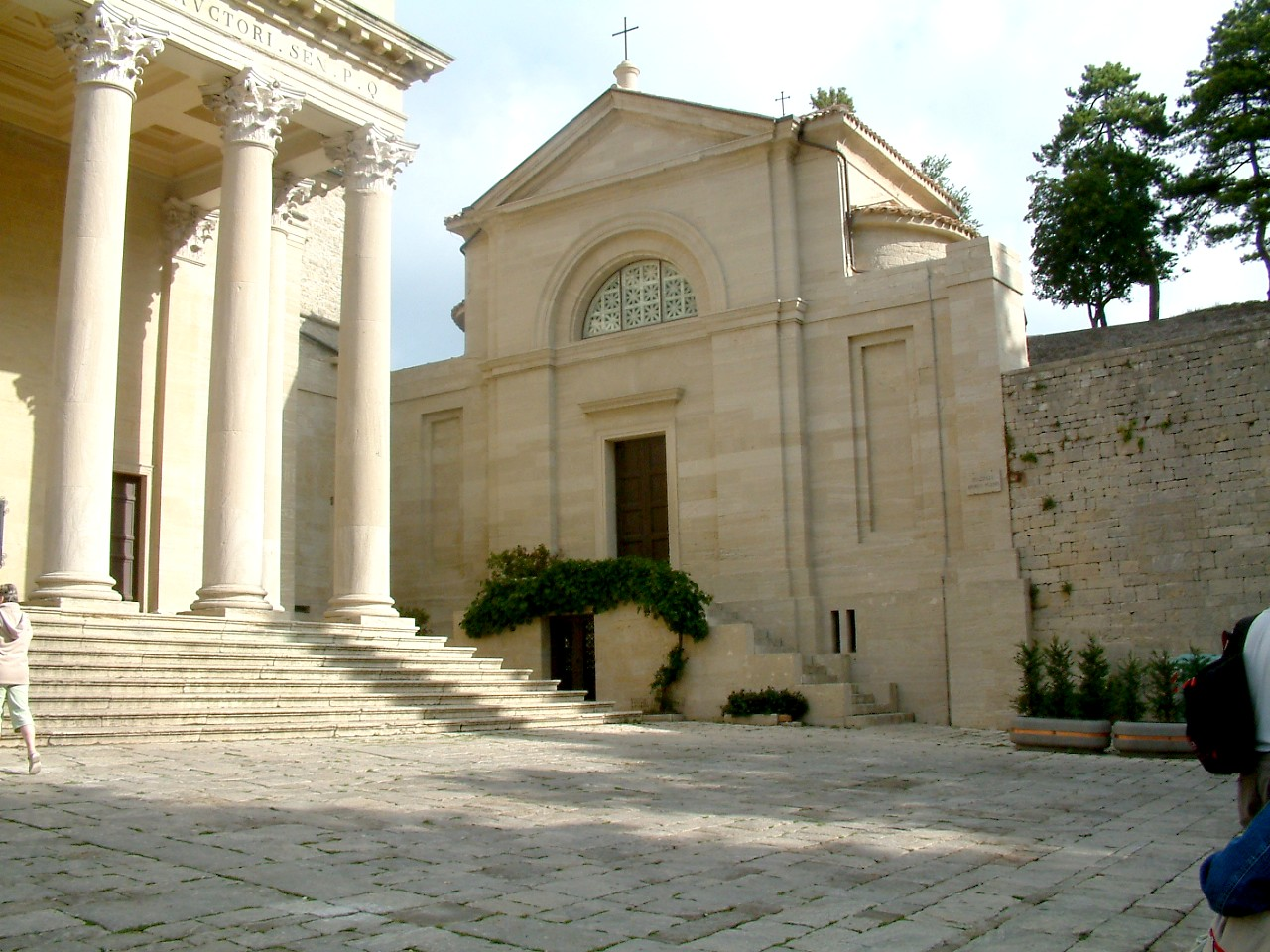
Kościółek św. Piotra
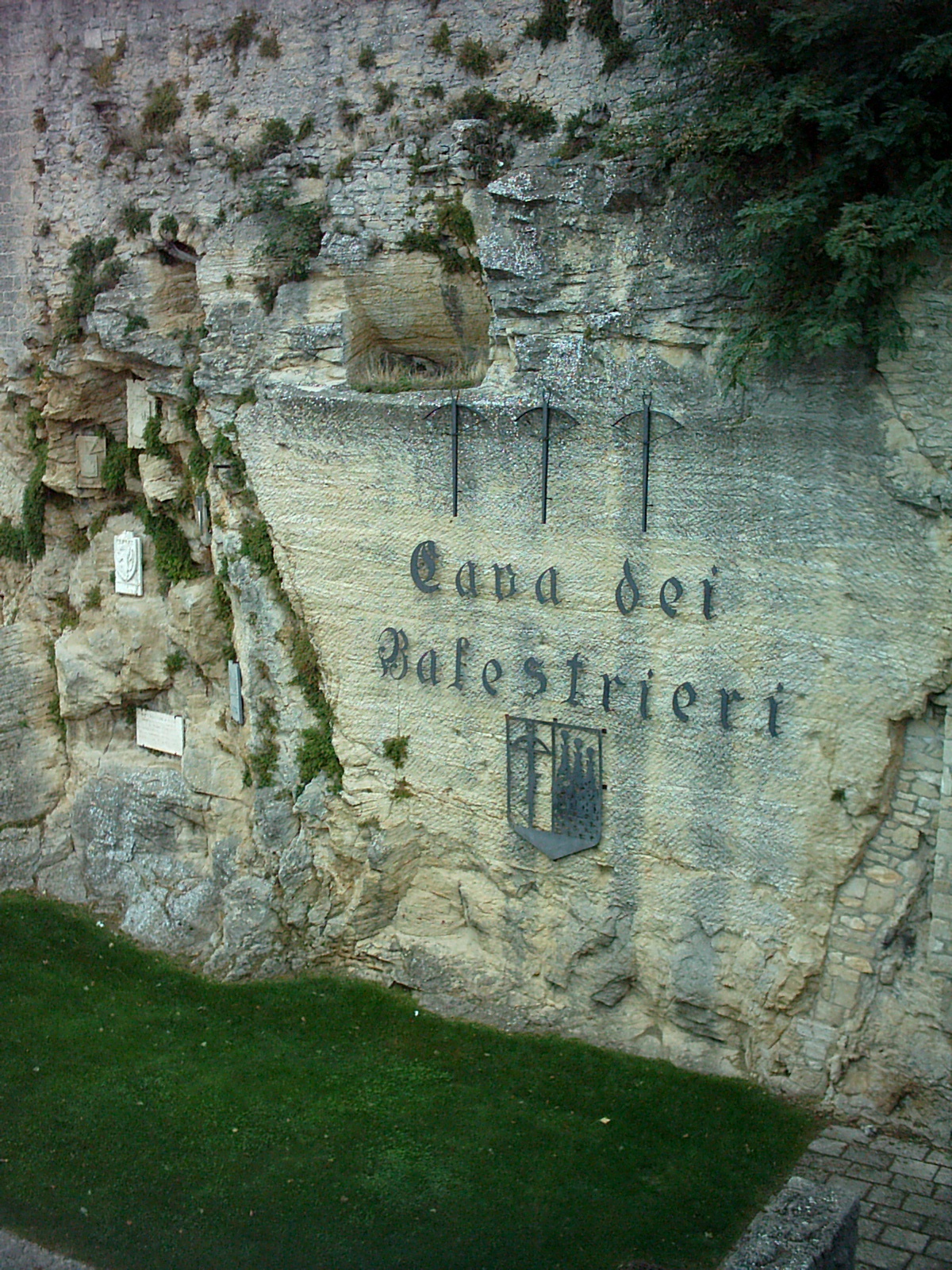
Strzelnica kuszników
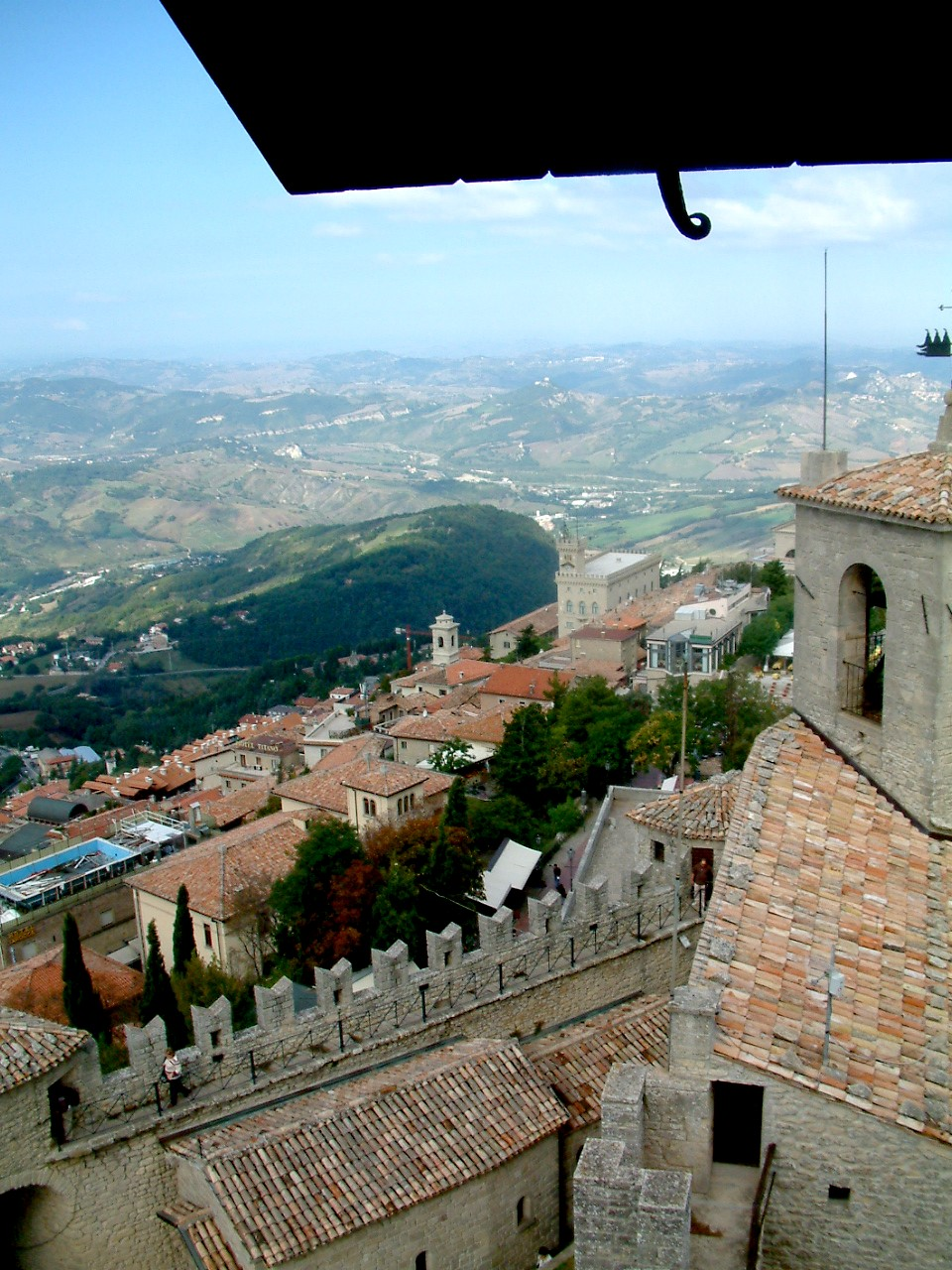
Widok z wieży zamku La Rocca o Guaita w kierunku ratusza